# Локальна історія

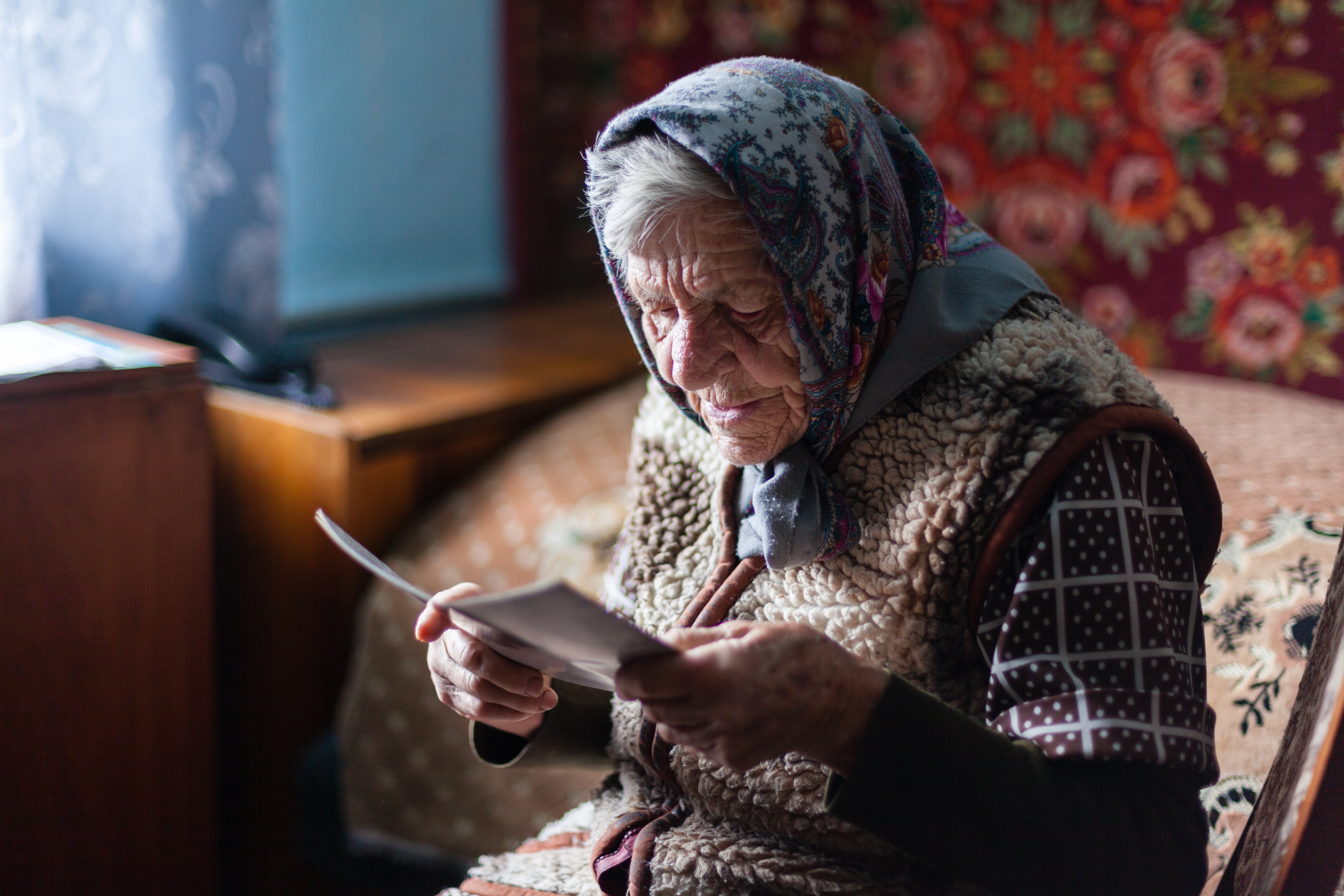
Респондентка під час запису інтерв'ю для «Локальної історії»

«Локальна історія» — науково-дослідницький історичний проєкт, започаткований у 2013 році. У листопаді 2018 року проєкт почав видавати перший в Україні науково-популярний глянець «Локальна історія», журнал виходить щомісячно. В липні 2019 року стартував відеопроєкт «Без Брому з Віталієм Ляскою»  — цикл інтерв'ю про історію. Наприкінці 2019 року проєкт запустив історичну онлайнову платформу — localhistory.org.ua.

## Історія створення проєкту
Проєкт «Локальна історія», який реалізує Українська Галицька Асамблея, стартував у 2013 році, але коло істориків, що співпрацюють, сформувалось ще у 2010-х роках. Тоді почали знімати перші якісні документальні фільми в Україні -  «Золотий вересень», «Срібна земля», «Легіон — Хроніки УГА» режисера Тараса Химича. Всі ці фільми були побудовані на матеріалах усної історії, свідченнях очевидців. Прийшло розуміння того, що більшість старших людей помирають і їх спогади не є зафіксованими. Наприкінці 2013 року розпочалась волонтерська робота — запис відеоінтерв'ю з учасниками та очевидцями подій ХХ століття, збір родинних світлин та верифікація людей, зображених на них. На кінець 2018 року команда проєкту записала спогади понад 5000 осіб, зібрала понад 30 000 світлин з родинних архівів.
Метою проєкту було дослідження минулого крізь призму окремих місцевостей: аудіо- та відеофіксація спогадів старожилів — очевидців важливих історичних подій ХХ століття, та «оцифровування» давніх світлин і документів.
Місія проєкту «Локальна історія» була первинно рятівною, команда рятувала те, що зникало — спогади живих свідків подій.
Основною цінністю команди проєкту є українська ідентичність. Це те, заради чого треба знати та розуміти минуле. Це сміливість руйнувати стереотипи та усталені міфи, породжені не лише окупаційними владами, а й окупованим суспільством.
У 2018 році зародилась ідея створення першого в Україні україномовного журналу про українську історію науково-популярного спрямування. Журналу, де був би збережений баланс між академічною історією та історією, написаною доступною та цікавою мовою. Метою створення журналу було дати суспільству зрозумілий та якісний продукт, який би показував, чому історія важлива, чому вона актуальна сьогодні та як може бути використана для проєкцій на майбутнє.
Так в листопаді 2018 року побачив світ перший в Україні науково-популярний глянець «Локальна історія».

## Архів «Жива історія»
Архів «Жива історія» складається з усноісторичних свідчень, зібраних протягом 7 років польових експедицій. Налічує понад 6000 спогадів очевидців та понад 35 000 світлин та документів з особистих колекцій респондентів. Усноісторичні дослідження проводились в містах, містечках та селах Львівської, Івано-Франківської, Закарпатської, Тернопільської та Волинської областей.

Результати досліджень були оформлені у мандрівні виставки, які неодноразово експонувались в численних населених пунктах: селах Романів, Кореличі, Болотня, Суходіл, Липівці, Лагодів, Станимир, місто Бібрка Перемишлянського району Львівської області, селі Торки та місті Радехові Радехівського району Львівської області, селі Романівка Теребовлянського району Тернопільської області і селі Улюч (тепер у складі Польщі) та інших. 

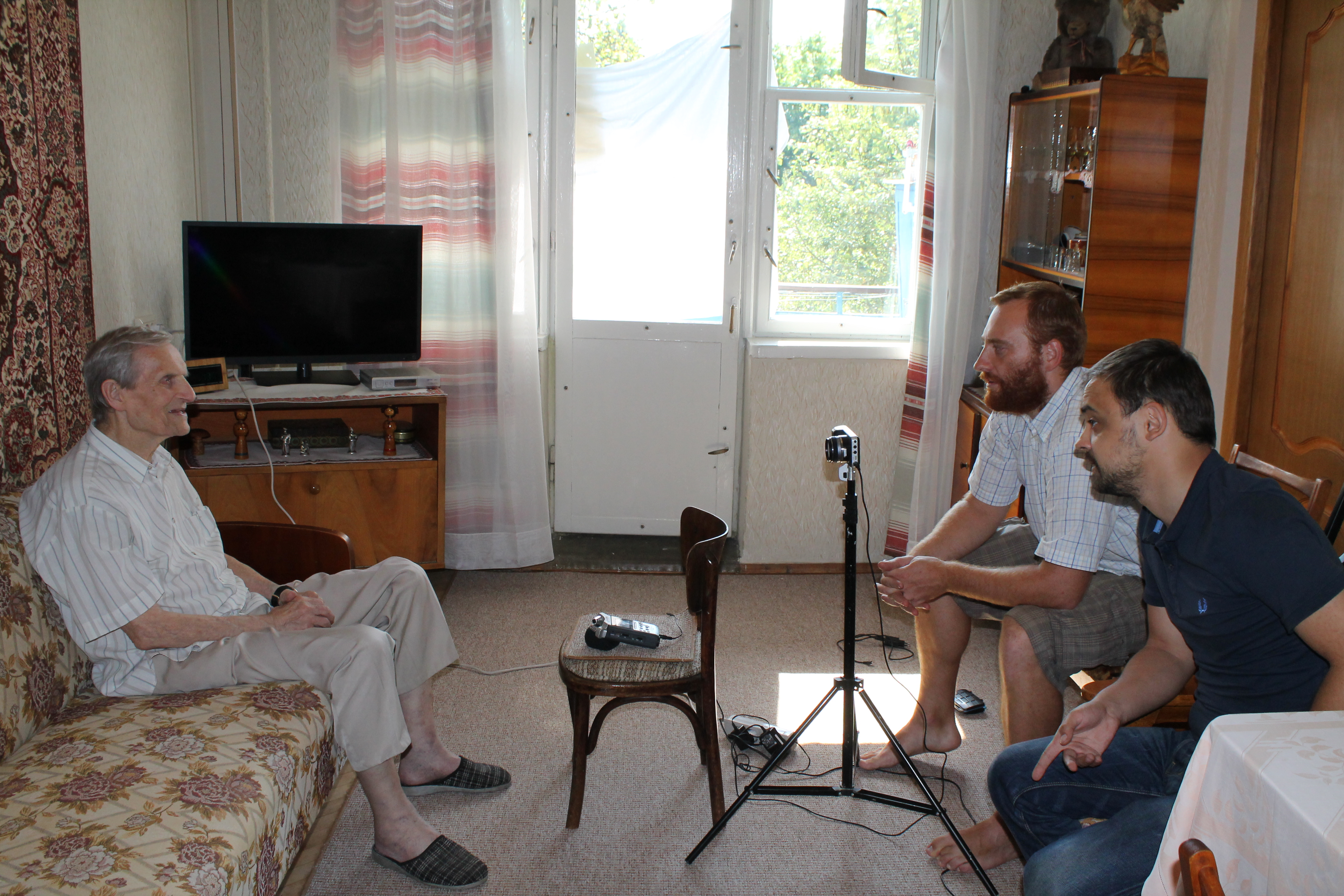
Інтерв'ю з ветераном дивізії "Галичина" Зеноном Врублевським у м. Львові, 2015 рік
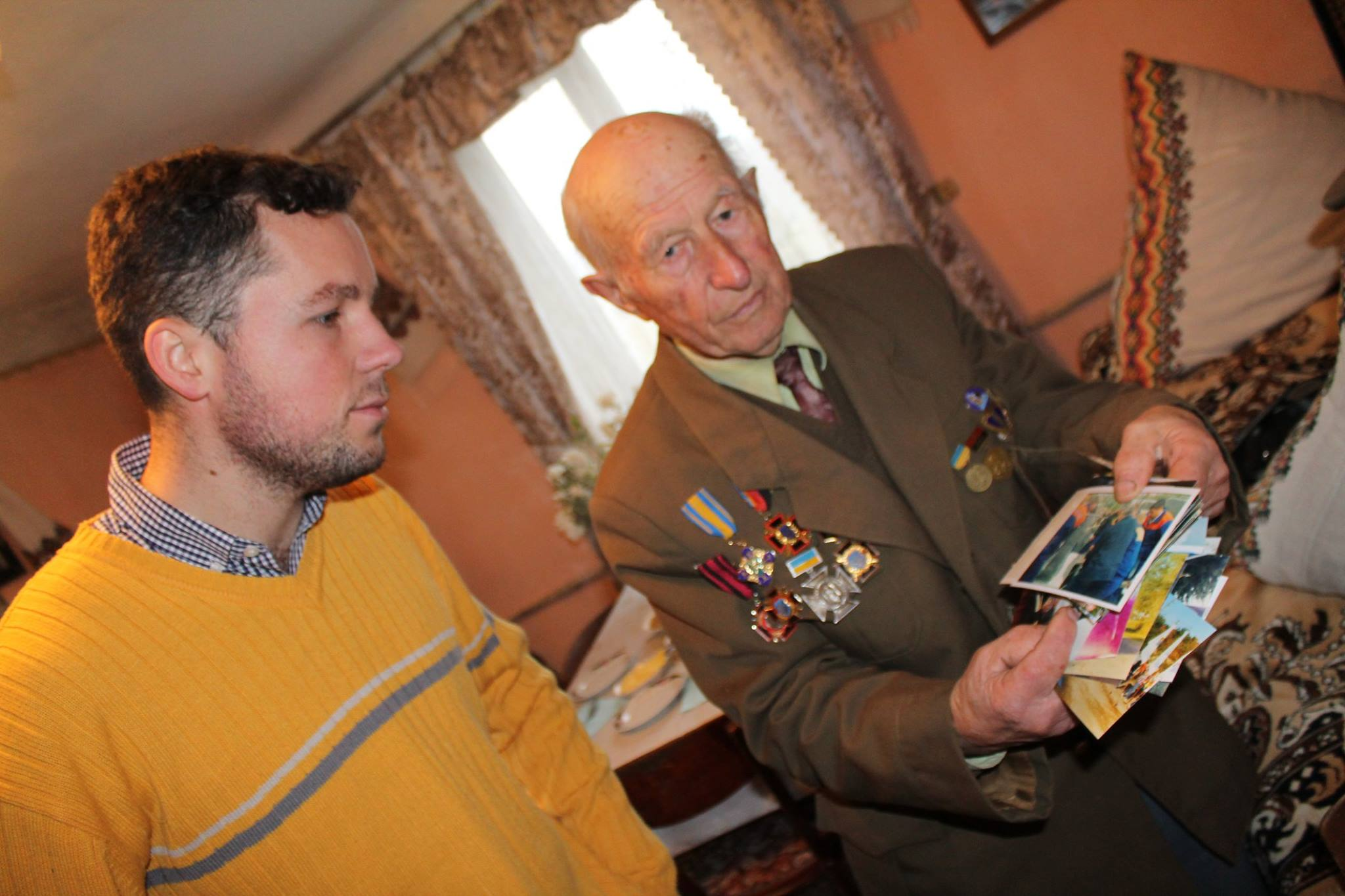
Інтерв'ю з ветераном УПА Михайлом Філем у с. Чуква Самбірського району Львівської області, 2015 рік
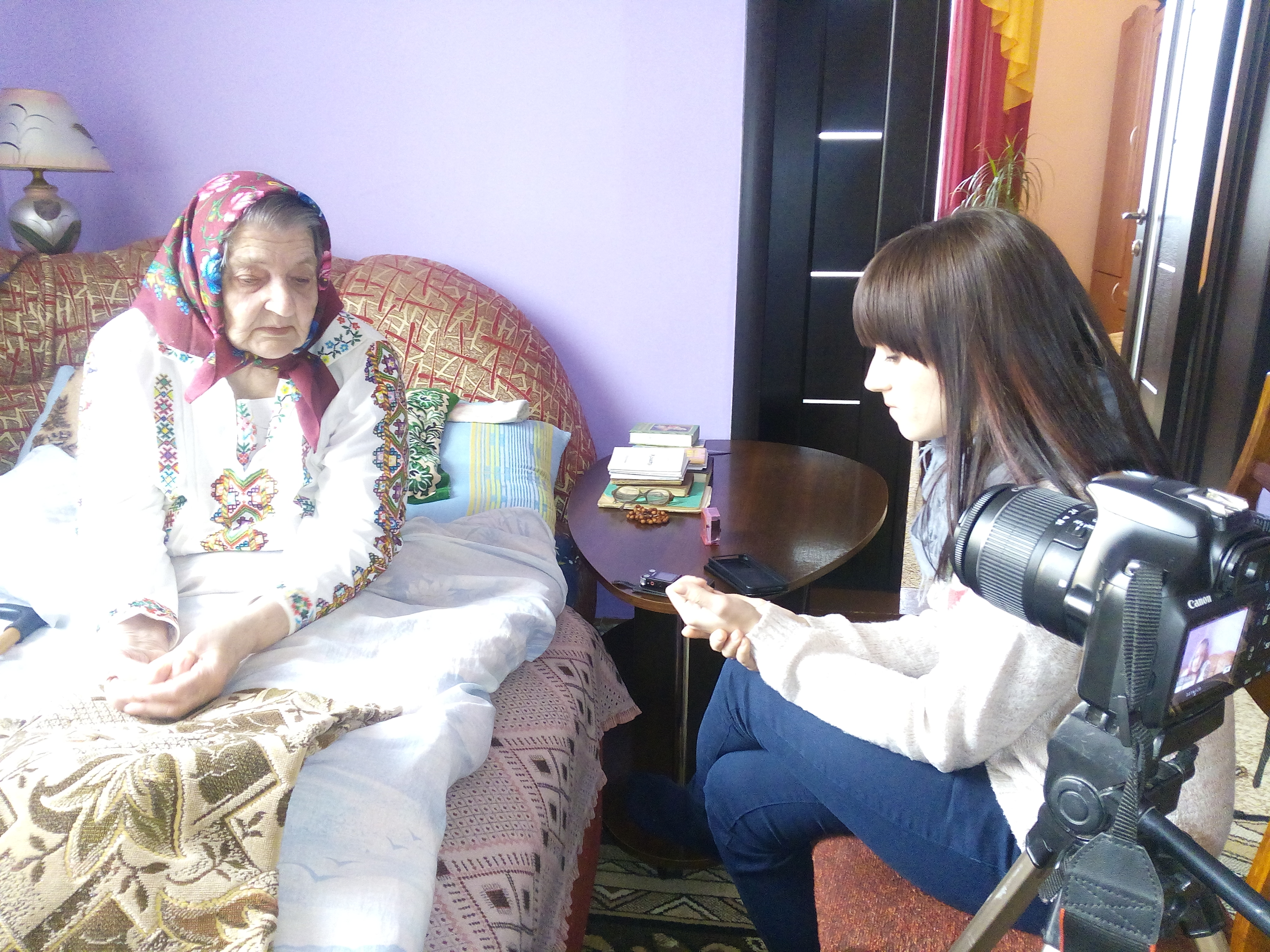
Інтерв'ю з зв'язковою УПА Анною Стецівкою у с. Доброгостів Дрогобицького району Львівської області, 2017 рік
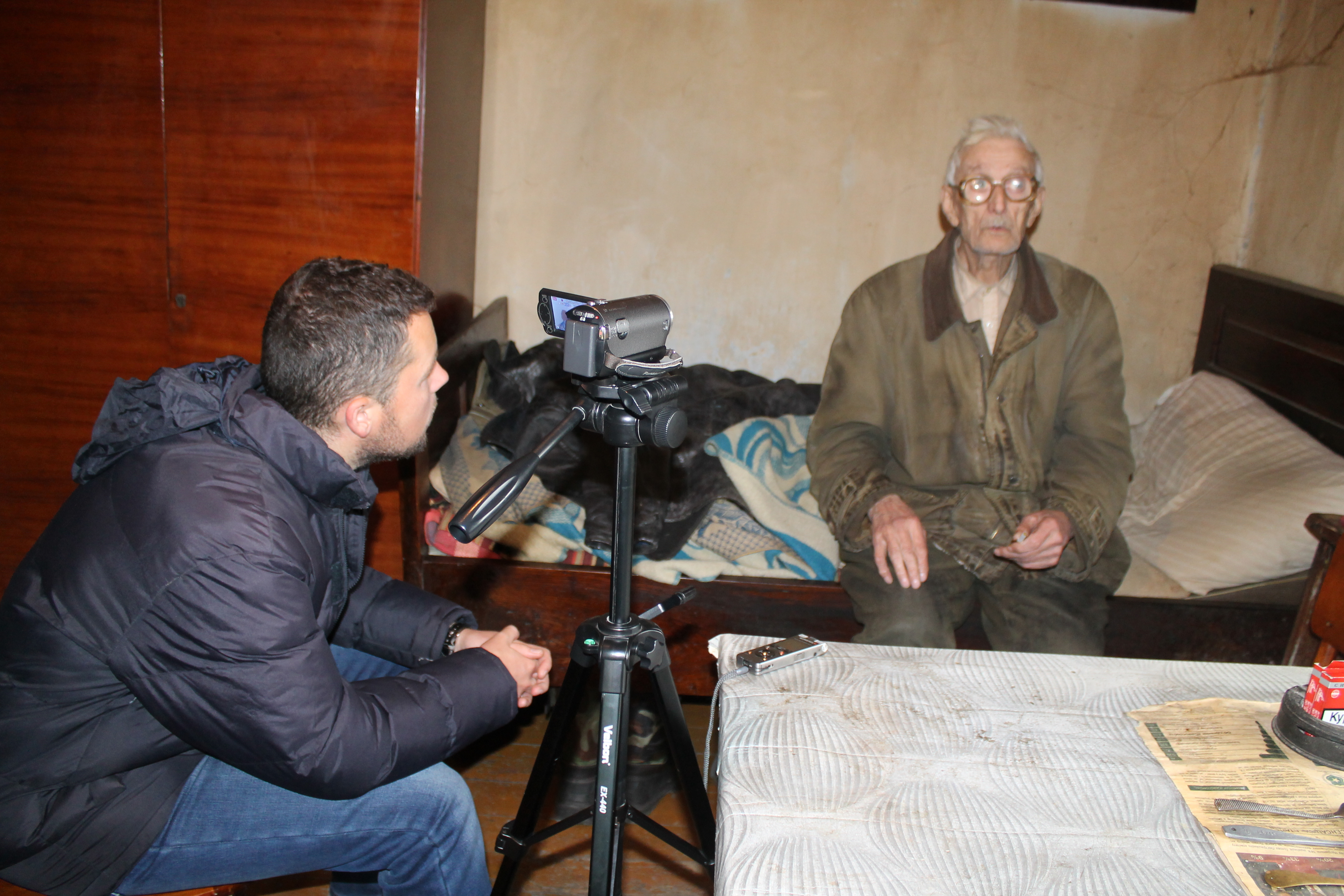
Інтерв'ю з остарбайтером Петром Матвіївим у с. Любша Жидачівського району Львівської області, 2016 рік
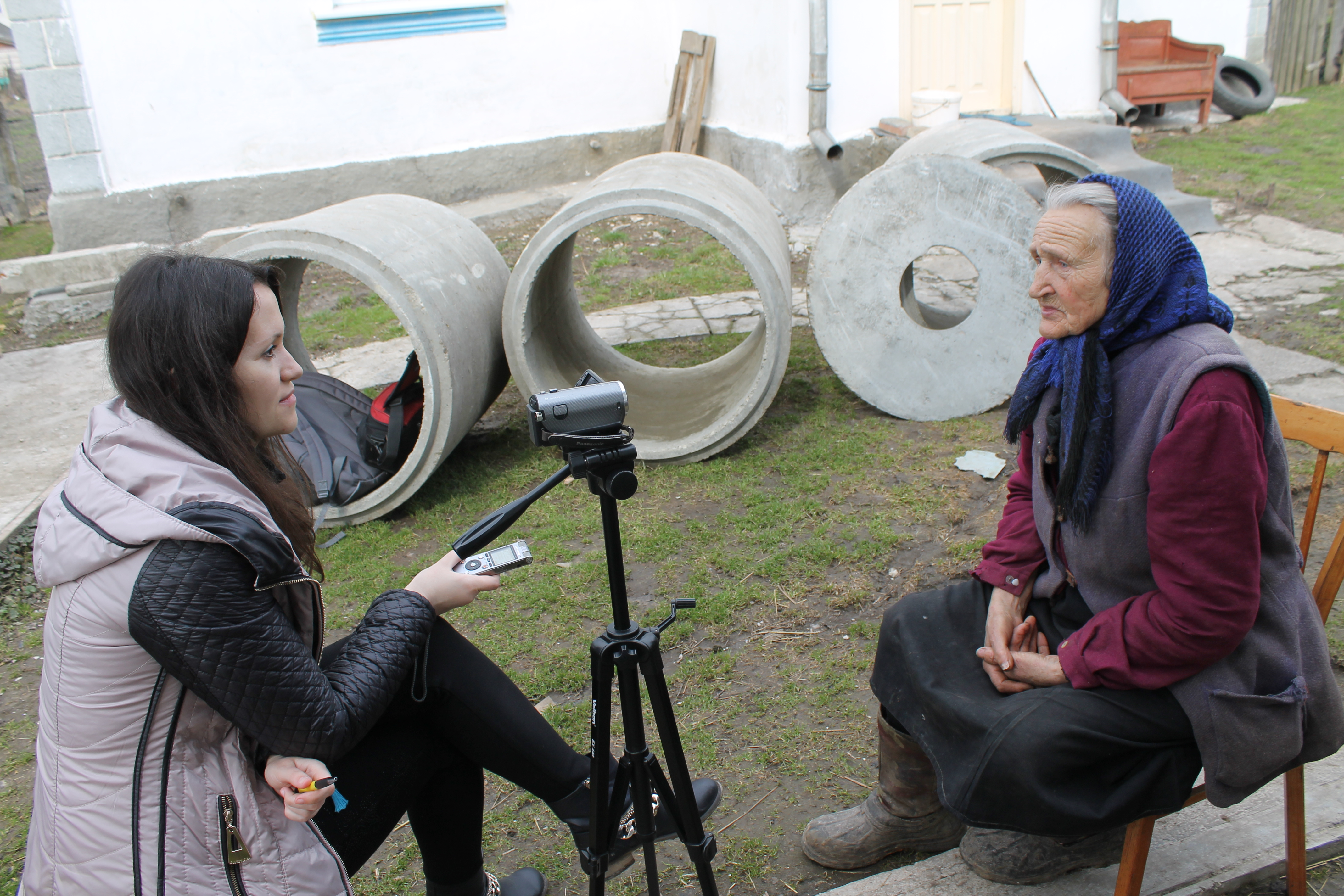
Інтерв'ю у с. Бринці Церковні Жидачівського району Львівської області, 2017 рік
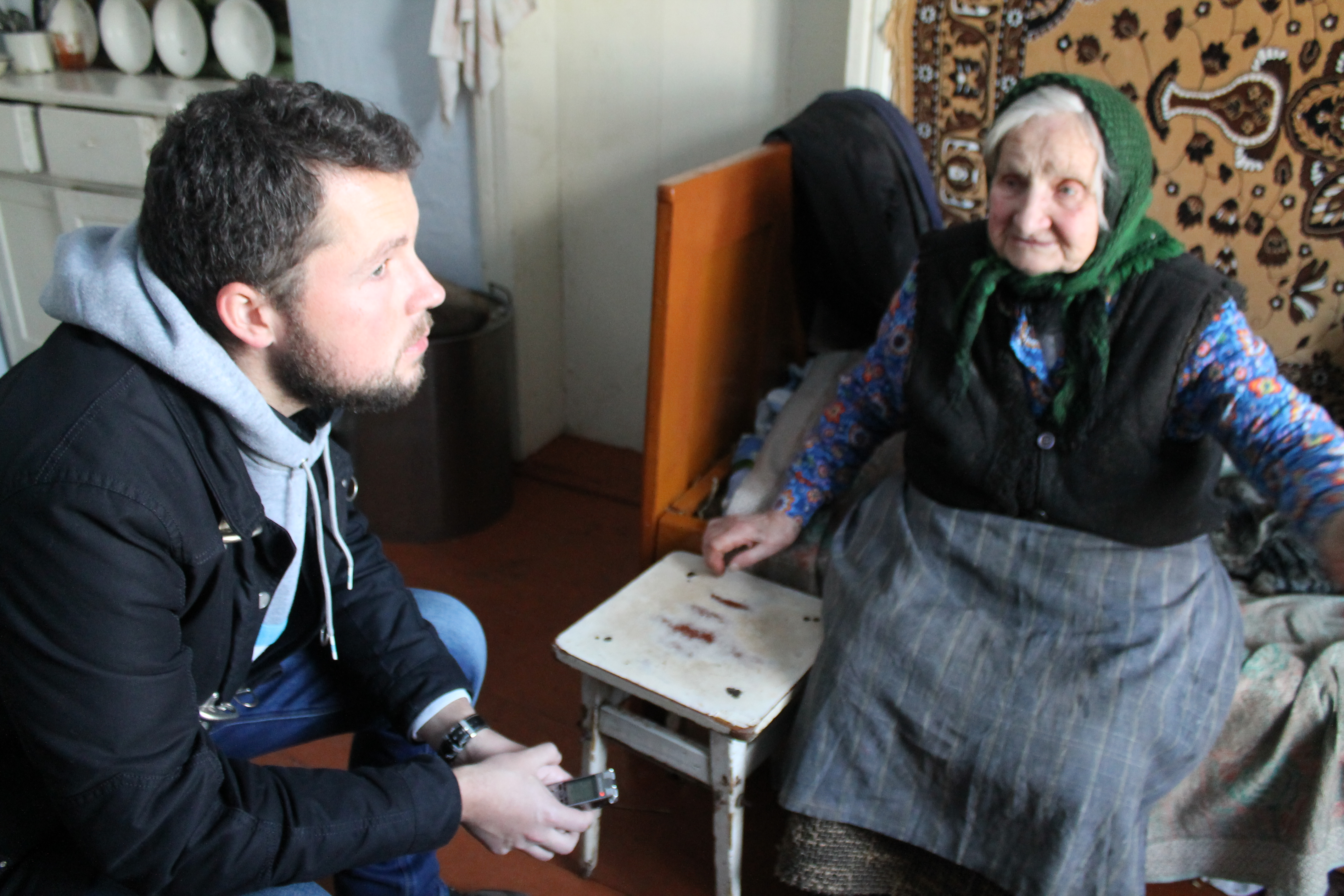
Інтерв'ю у с. Дубравка Жидачівського району Львівської області, 2017 рік
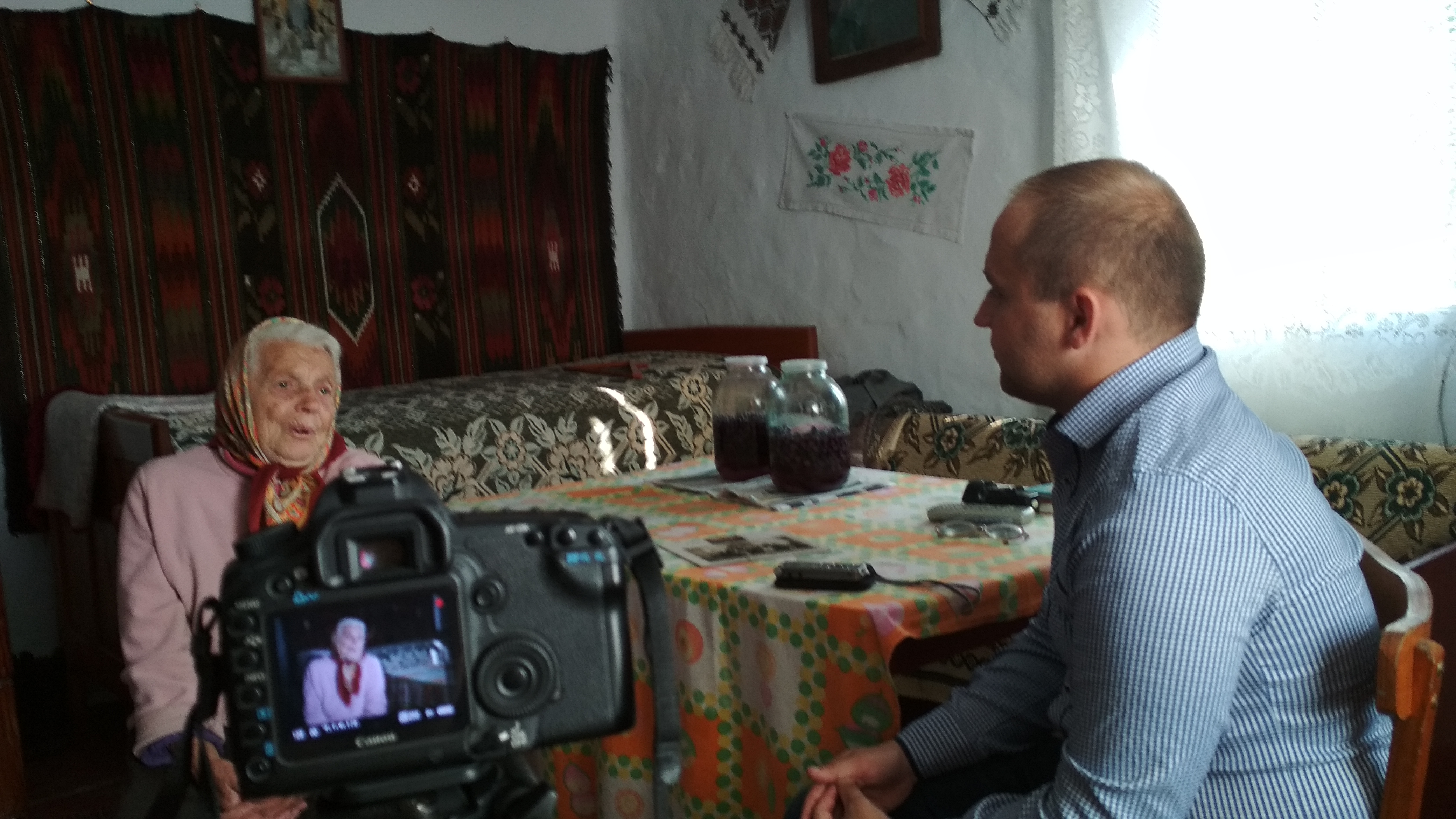
Інтерв'ю у с. Княже Золочівського району Львівської області, 2017 рік
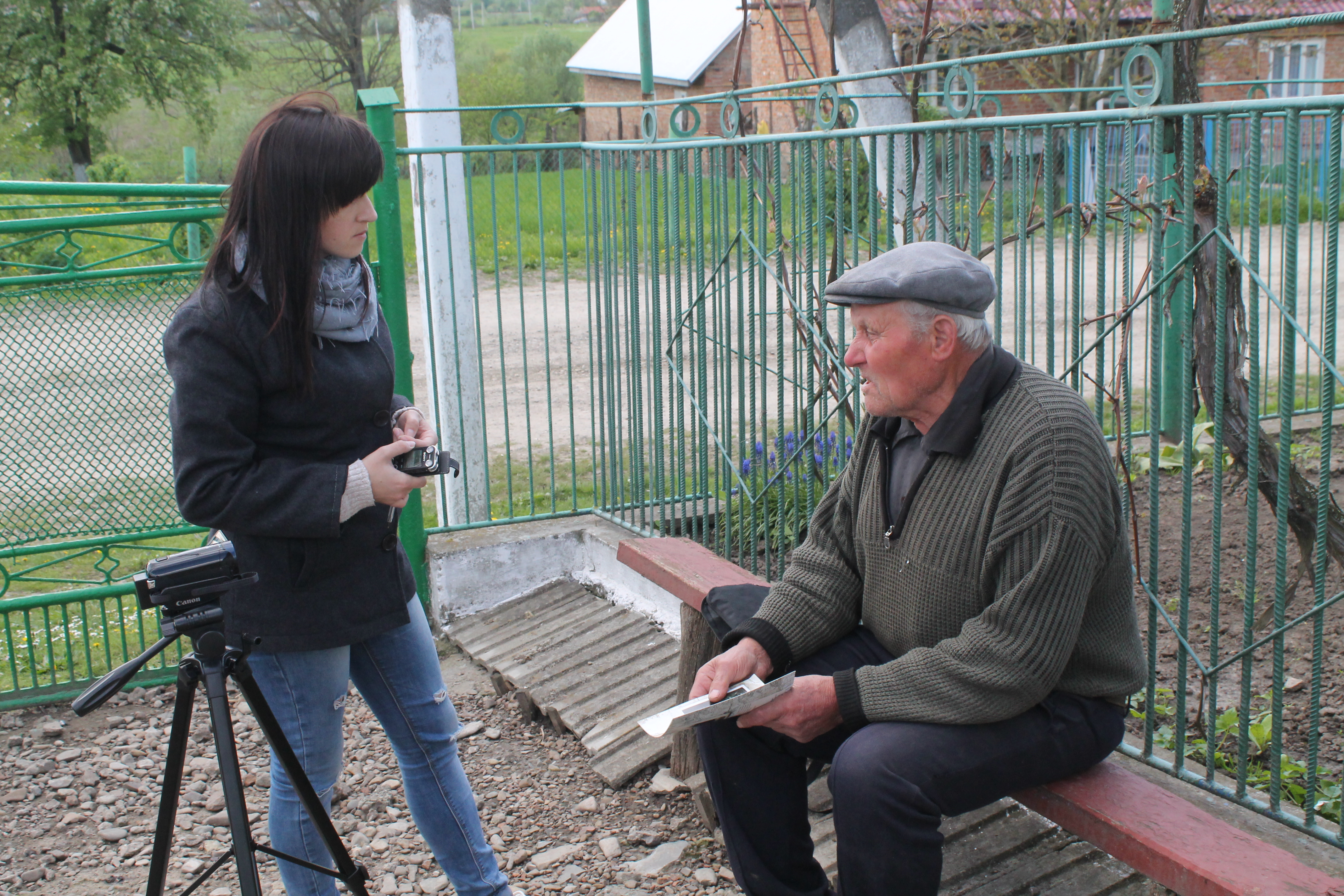
Інтерв'ю у с. Конюшки Самбірського району Львівської області, 2017 рік
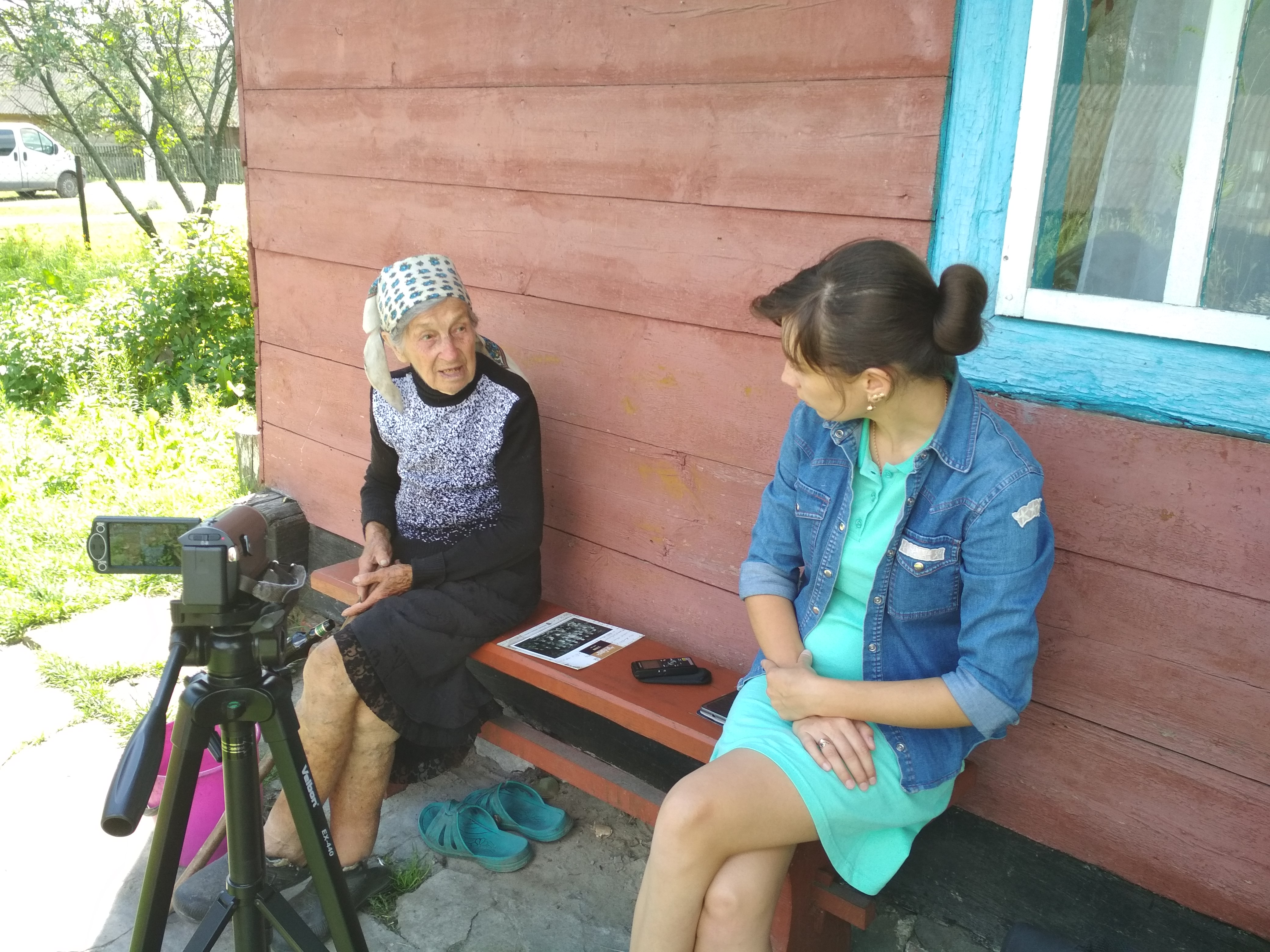
Інтерв'ю у с. Піддовге Сокальського району Львівської області, 2017 рік
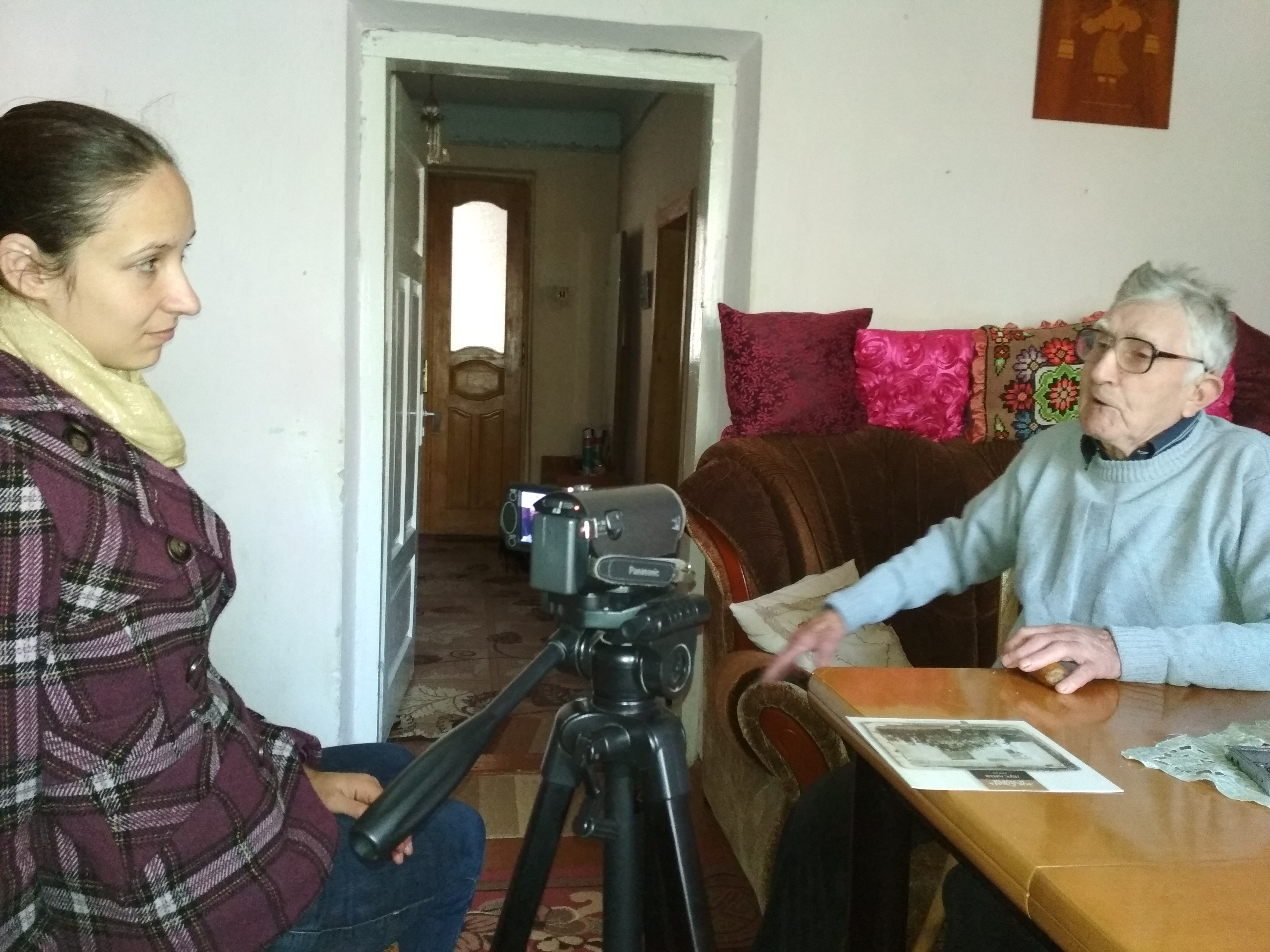
Інтерв'ю у с. П'ятниця Старосамбірського району Львівської області, 2017 рік
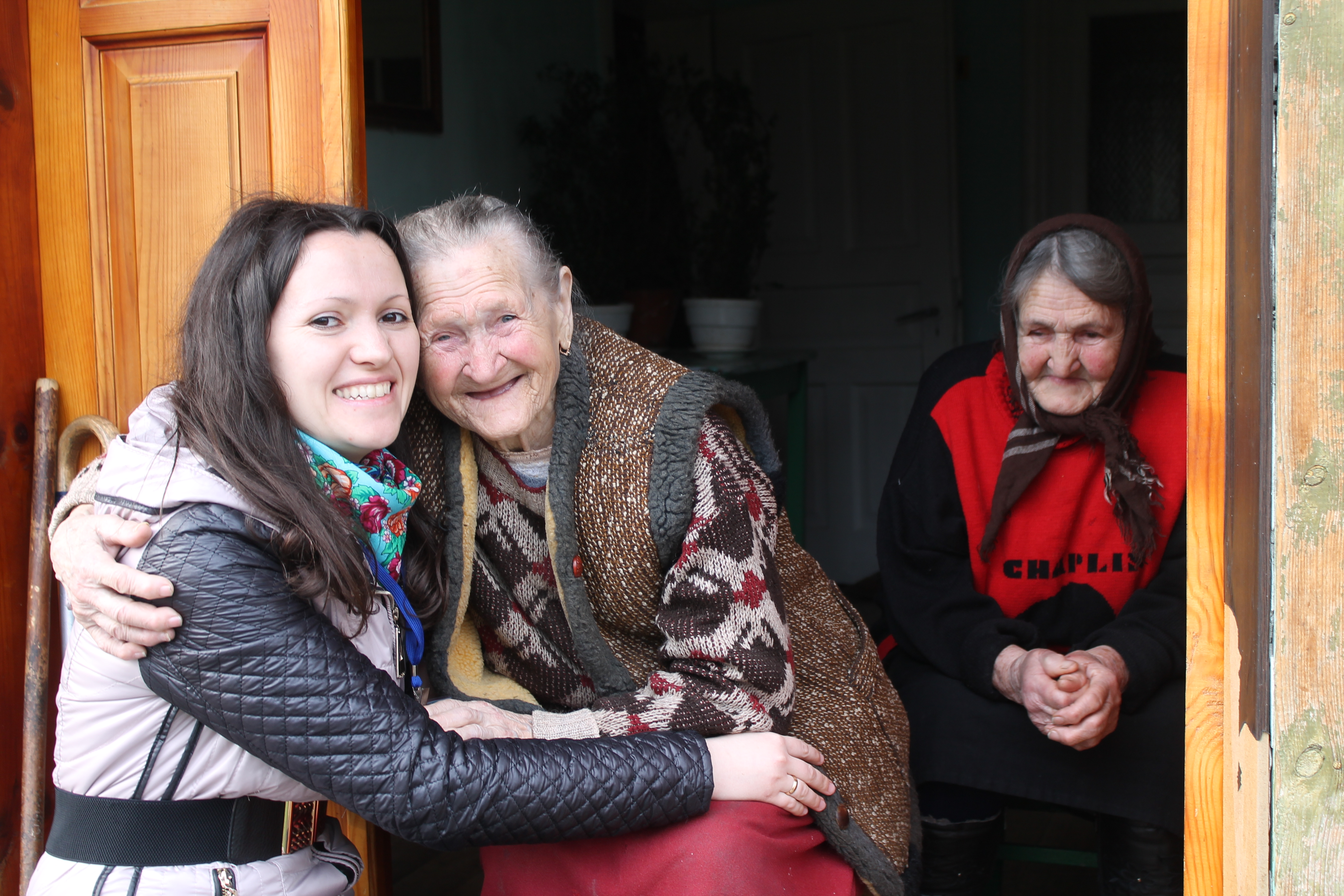
Після інтерв'ю у Бринці Церковні Жидачівського району Львівської області, 2017 рік

На Youtube-каналі «Локальної історії» розміщено 3184 уривки усноісторичних спогадів очевидців. Щодня на Youtube-каналі проєкту та на сторінці проєкту у Facebook з'являються нові свідчення, відеоспогади та давні світлини респондентів.
Наразі планується створення дочірнього сайту «Жива історія», що має вміщувати біограми респондентів, уривки зі спогадів та архів давніх світлин з особистих архівів.

## Журнал «Локальна історія»

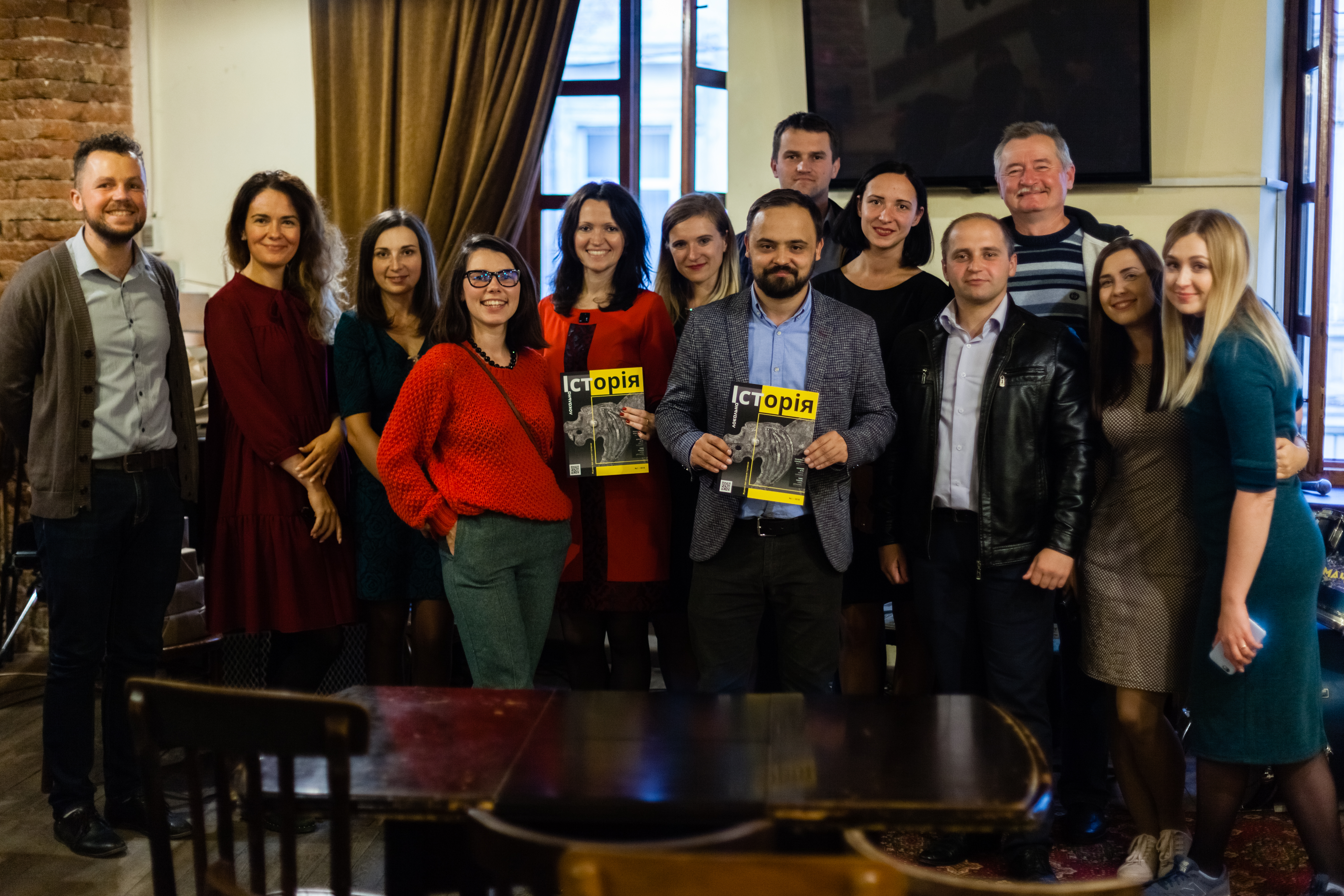
Презентація першого номеру журналу «Локальна історія». Львів, 11 жовтня 2018 року

Журнал «Локальна історія» — це перший науково-популярний журнал про українську історію в глянці. Виходить друком з листопада 2018 року, наразі побачило світ вже 29 номерів журналу. Головний редактор журналу — Віталій Ляска.
Видання позиціонується як платформа для істориків, журналістів, культурологів та літераторів. Кожен номер має резонування з сьогочасним. Номери переважно тематичні — третина номеру присвячена тій чи іншій проблематиці. Зокрема номери за 2020 рік були присвячені темі Донбасу, історії українських євреїв, смерті в українській історії, Чорнобильській трагедії, українському кіно та ролі води в історії України.
Журнал має рубрикації — історичні статті, матеріали журналістів, зокрема репортажі, історико-художні репортажі, інтерв'ю з відомими особистостями, розмови з істориками та інтелектуалами. Майже в кожному випуску є рубрика «наші», де висвітлюються історії успіхів українців як на Батьківщині, так і за її межами.
Ілюстрації, комікси та дизайн для журналу створюють Роман Барабах, Марися Рудська, Мар'яна Микитюк, Микита Тітов, Сергій Костишин, Надія Терещук.

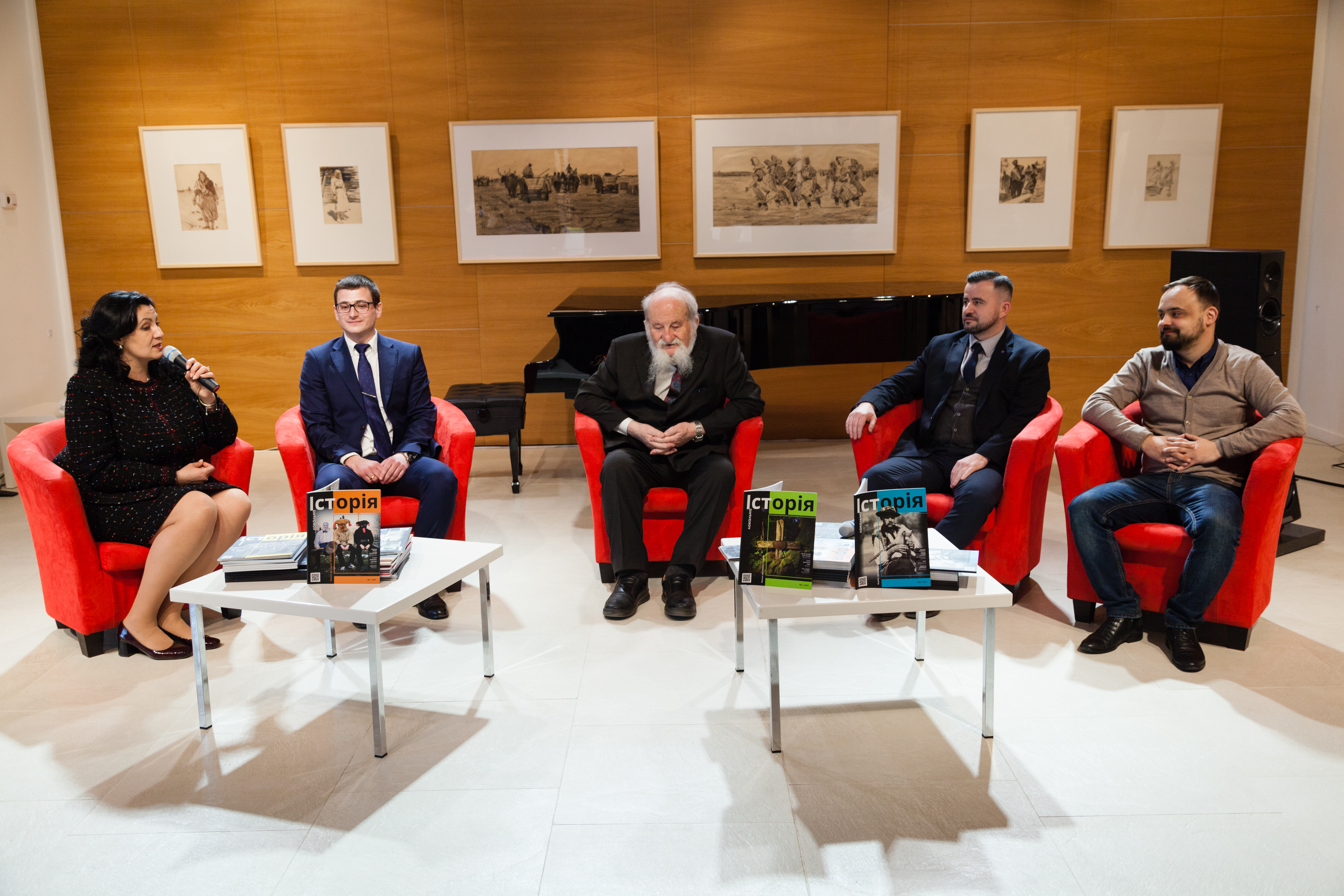
Презентація журналу «Локальна історія». Ужгород, 14 березня 2019 року.

Для журналу записані десятки інтерв'ю — з Сергієм Жаданом, Мустафою Джемілєвим, Сергієм Плохієм, Ахтемом Сеітаблаєвим, Тімоті Снайдером, Наталею Яковенко, режисеркою фільму «Ціна правди» Аґнєшкою Голланд, українським режисером Мирославом Слабошпицьким, Євгеном Глібовицьким, Тамарою Гундоровою, Мартіном Поллаком та багатьма іншими.
Матеріали створюють українські історики, журналісти, фотографи та письменники — Ярослава Тимощук, Антон Семиженко, Віктор Брехуненко, Мирослав Волощук, Едуард Андрющенко, Денис Мандзюк, Тетяна Кузьмінчук, Олексій Сокирко, Артем Папакін, Богдан Волошин, Сергій Громенко, Гульнара Бекірова, Оксана Юркова, Олеся Яремчук, Ірина Ігнатенко, Віра Агєєва, Наталя Кляшторна, Андрій Гречило, Володимир Маслійчук, Іван Патриляк, Юрій Пуківський, Володимир Молодій та багато інших.

## Видавництво «Локальна історія»

«Карпати. Коротка історія мандрів» авторки Ірини Пустиннікової. Перша книга видавництва «Локальна історія».

У квітні 2024 року «Локальна історія» анонсувала створення власного видавництва і дебютувала з першою книгою Ірини Пустиннікової «Карпати. Коротка історія мандрів».
Головний редактор Віталій Ляска зазначає, що ідея запуску видавництва в команді визрівала давно. Офіційно його зареєстрували восени 2023 року. За цей час редакція встигла укласти угоди з українськими істориками й письменниками, провести перемовини із світовими видавництвами — Єльським та Прінстонським університетами, The Wylie Agency, PEW Literary, агентством Беати Стасінської та іншими.
«Усі книжки, які зараз на стадії перекладу, або мають виразне українське тло, або ж несуть відчутну актуальність для української авдиторії. На жаль, за винятком кількох випадків, ми мало знаємо світову історіографію. Тож одним із завдань видавництва „Локальна історія“ буде спроба заповнити цю лакуну», — аргументує запуск видавництва Ляска.

## Відеопроєкт «Без Брому з Віталієм Ляскою»

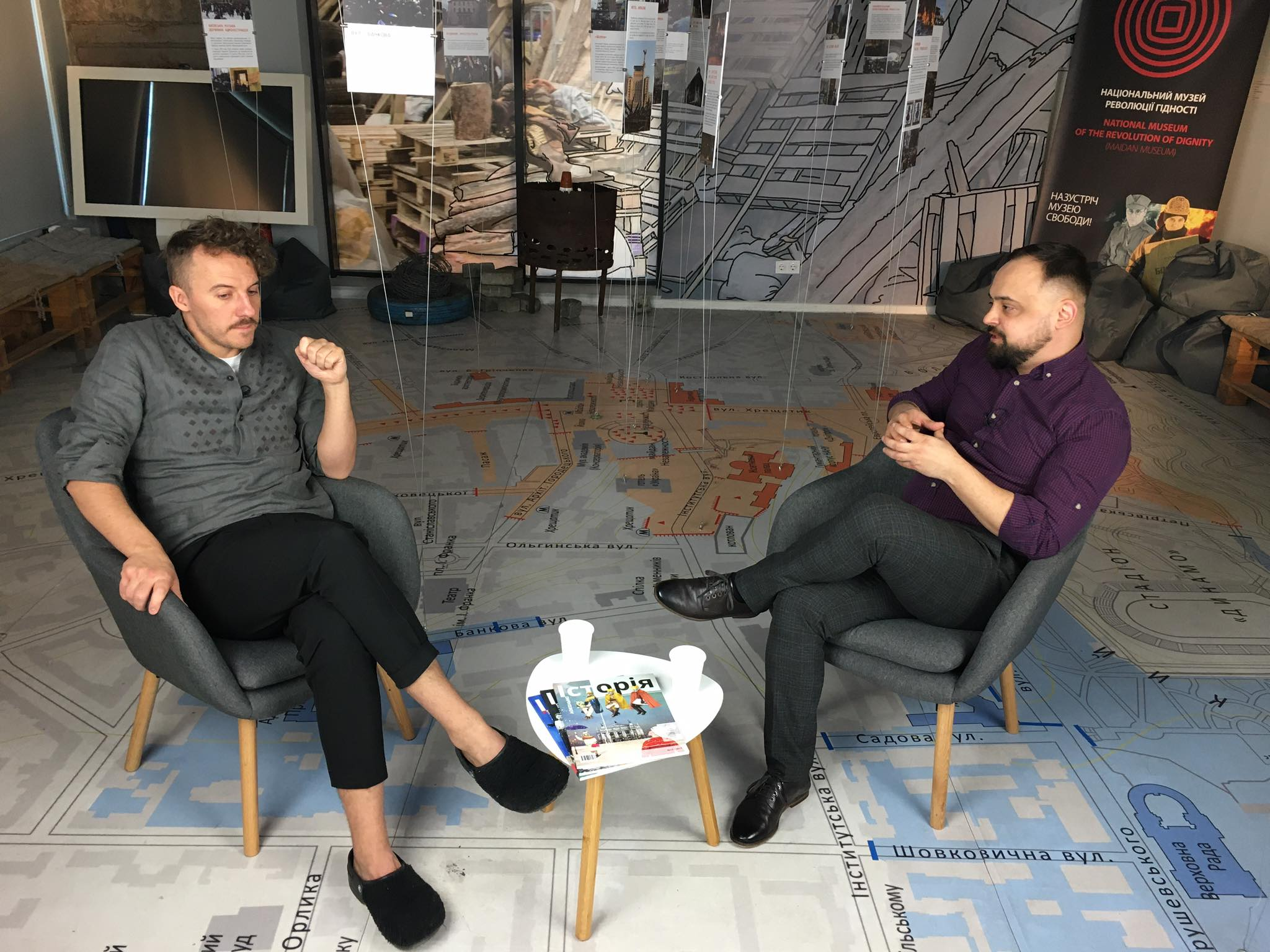
Запис програми «Без Брому з Віталієм Ляскою». Запрошений гість — Євген Клопотенко. Київ, 2021 рік

Відеопроєкт «Без Брому з Віталієм Ляскою» стартував в липні 2019 року і налічує вже 55 випусків.
Назва проєкту пішла від відомого вислова Володимира Винниченка про те, що українську історію не можна читати без брому, тобто без заспокійливого. У кожному випуску «Без Брому» головний редактор Віталій Ляска розмовляє з відомими інтелектуалами про українську історію та її резонування з сьогоденням. Метою відеопроєкту є змінити усталене самоусвідомлення української нації як нації-жертви.
За перший рік існування відеопроєкту були записані інтерв'ю з Павлом Гудімовим, Ольгою Гнатюк, Володимиром В'ятровичем, Олексієм Сокирком, Віктором Морозовим, Тетяною Таїровою-Яковлевою, Іриною Ігнатенко, Оксаною Кісь, Павлом Клімкіним, Євгеном Синицею, Наталею Старченко, Сергієм Єкельчиком, отцем Богданом Прахом, Богданом Тихолозом, Галиною Пагутяк, Іваном Патриляком, Іваном Семесюком, Євгеном Клопотенком.

## Історична online-платформа
Історична платформа localhistory.org.ua стартувала наприкінці 2019 року.
Рубрики сайту:
- Тексти, де вміщено статті з попередніх випусків журналів, репортажі, інтерв'ю, маловідомі літературні твори українських авторів минулих століть та авторські колонки;
- Без Брому — випуски відеопроєкту «Без Брому з Віталієм Ляскою»;
- Старі фото за рубриками — кооперативи, Різдво в таборах, Заборонений Великдень, українці у Війську Польському, сільські музики, вертепи та інше;
- Спецпроєкти;
- Новини;
- Журнали;
- Подкасти.